# Diadegma hygrobium
Diadegma hygrobium är en stekelart som först beskrevs av Thomson 1887.  Diadegma hygrobium ingår i släktet Diadegma och familjen brokparasitsteklar. Arten är reproducerande i Sverige. Utöver nominatformen finns också underarten D. h. coxale.